# Dave Warren
Dave Warren é um diretor de arte. Como reconhecimento, foi nomeado ao Oscar 2010 na categoria de Melhor Direção de Arte por The Imaginarium of Doctor Parnassus.